# 교호
교호(享保, きょうほう/きょうほ)는 일본의 연호(元号) 중 하나이다.
- 전후 : 쇼토쿠(正徳) 이후 - 겐분(元文) 이전.
- 시기 : 1716년 ~ 1735년
- 천황 : 나카미카도 천황, 사쿠라마치 천황
- 쇼군 : 에도 막부의 도쿠가와 요시무네

## 개원(改元)
- 쇼토쿠 6년 6월 22일(1716년 8월 9일), 7대 쇼군 도쿠가와 이에쓰구 사망을 이유로 개원.
- 교호 21년 4월 28일(1736년 6월 7일), 겐분으로 개원된다.

이 개원은, 개원을 결정한 것부터 개원 날짜까지, 사실상 막부가 지정한 대로 결정되었다. 이것은 사실상 막부가 쇼군의 취임을 기념하는 개원을 한 것인데, 이후에는 막부의 권력도 쇠퇴해 감에 따라 이 같은 일은 다시 없었다.

## 출전
『후주서』의 「享茲大命、保有万国」.

## 교호 시기에 일어난 일
- 17년
  - 교호 대기근

8대 쇼군 도쿠가와 요시무네에 의한 교호 개혁이 있다.

### 태어남
- 13년
  - 히라가 겐나이

### 죽음
- 5년
  - 마나베 아키후사
- 13년
  - 오규 소라이
- 15년
  - 도쿠가와 쓰구토모
- 19년
  - 기노쿠니야 분자에몬

## 서력과의 대조표
| 교호 | 원년   | 2년    | 3년    | 4년    | 5년    | 6년    | 7년    | 8년    | 9년    | 10년   | 11년   | 12년   | 13년   | 14년   | 15년   |
| ---- | ------ | ------ | ------ | ------ | ------ | ------ | ------ | ------ | ------ | ------ | ------ | ------ | ------ | ------ | ------ |
| 서력 | 1716년 | 1717년 | 1718년 | 1719년 | 1720년 | 1721년 | 1722년 | 1723년 | 1724년 | 1725년 | 1726년 | 1727년 | 1728년 | 1729년 | 1730년 |
| 간지 | 병신   | 정유   | 무술   | 기해   | 경자   | 신축   | 임인   | 계묘   | 갑진   | 을사   | 병오   | 정미   | 무신   | 기유   | 경술   |
| 교호 | 16년   | 17년   | 18년   | 19년   | 20년   | 21년   |        |        |        |        |        |        |        |        |        |
| 서력 | 1731년 | 1732년 | 1733년 | 1734년 | 1735년 | 1736년 |        |        |        |        |        |        |        |        |        |
| 간지 | 신해   | 임자   | 계축   | 갑인   | 을묘   | 병진   |        |        |        |        |        |        |        |        |        |

## 같이 보기
- 일본의 연호 일람

| 이전 쇼토쿠 | 일본의 연호 1716년 ~ 1736년 | 다음 겐분 |